# Lidové noviny
«Лидове новины» (чеш. Lidové noviny) — ежедневная газета, выходящая на чешском языке. На русский язык её название переводится как «народная газета» (lidé — люди, народ; noviny — газета).

## История газеты
Первый выпуск «Лидове новины» вышел в 1893 году в городе Брно, в то время входящем в состав Австро-Венгрии. После получения Чехословакией независимости газета утвердилась как одна из авторитетнейших в молодом государстве. В период немецкой оккупации «Лидове новины» были закрыты. Некоторые люди, связанные с газетой, погибли в концлагерях (Йозеф Чапек, Карел Полачек). После освобождения советскими войсками территории Чехословакии «Лидове новины» вновь начали издавать, но через несколько лет, после провозглашения Чехословацкой социалистической республики газета была закрыта более чем на тридцать лет. Попытки возродить газету начались с конца 1987 года. С января 1988 года группой чешских диссидентов публикации были возобновлены на регулярной основе, но как самиздат. Первый легальный номер газеты вышел в начале 1990 года.
В настоящее время «Лидове новины» со своей столетней (с перерывами) историей является одним из старейших и авторитетных печатных изданий Чехии. Газета стоит на правоцентристских позициях.

## Люди, чьи имена связаны с газетой
- Ян Дрда (1915—1978) — прозаик и драматург, главный редактор газеты (1948—1952).
- Рудольф Тесноглидек (1882—1928) — журналист газеты «Лидове новины», писатель и поэт.
- Йозеф Чапек (1887—1945) — брат Карела Чапека, бывший редактором и критиком в «Лидове новины». Умер в немецком концлагере Берген-Бельзен.
- Карел Чапек (1890—1938) — один из самых известных чешских писателей XX века. Работал журналистом, культурным и политическим редактором в «Лидове новины».
- Олдржих Микулашек (1910—1985) — поэт, редактор газеты.
- Иван Блатный (1919—1990) — чешский поэт и прозаик, политэмигрант. В бытность учеником гимназии публиковался в газете «Лидове новины».
- Людвик Вацулик (1926—2015) — современный чешский писатель и журналист, ведущий в «Лидове новины» собственную колонку.
- Петр Плацак (род. 1964) — современный чешский писатель, поэт, историк и публицист. Некоторое время работал в «Лидове новины».
- Иржи Брдечка (1917—1982) — чешский писатель, журналист, сценарист, сатирик, художник-карикатурист, аниматор, режиссёр.
- Иржи Марек (1914—1994) — писатель, журналист, сценарист, редактор газеты (1948—1950), педагог. Доктор философии.
- Радко Пытлик (1928—2022) — современный чешский историк литературы.
- Карел Шаймпфлюг (1869—1948) — чешский писатель, журналист и критик, редактор газеты (1928—1933).
- Франтишек Лангер (1888—1965) — прозаик, поэт, эссеист, драматург, публицист, литературный критик.
- Иржи Муха (1915—1991) — журналист газеты «Лидове новины», писатель, сценарист.

## Интересные факты
- В чешском языке буква y обозначает звук и (ˈlɪdovɛː ˈnovɪnɪ), однако по устоявшимся нормам практической транскрипции в русском языке передаётся как ы (см. Чешско-русская практическая транскрипция).
- В 2004 году пресс-служба Посольства Российской Федерации в Чешской Республике в ответ на статью «Россия: книги за решеткой» (чеш. Rusko: Knihy za mřížemi), в которой в частности говорилось, что взрывы жилых домов в России в сентябре 1999 года были организованы ФСБ, опубликовала открытое письмо на имя главного редактора газеты «Лидове новины» В.Вачкова. В письме такая точка зрения называется некомпетентной, а люди, видящие в России источник зла, — «застрявшими в прошлом»[7].